# Rosa Maria Arquimbau i Cardil
Rosa Maria Arquimbau i Cardil (Barcelona, 27 de març de 1909 - 28 de febrer de 1992) fou una escriptora i periodista catalana. Emprava també el pseudònim de Rosa de Sant Jordi per als contes. Reproduint la pàgina de l'Associació de Dones Periodistes: la Rosa M. Arquimbau fou "periodista i escriptora que de ben jove ja va començar a escriure, perquè als 13 o 14 anys va escriure algun conte, que publicava en revistes literàries de l'època. Va col·laborar en gairebé tots els diaris i setmanaris d'esquerres i l'any 1929, amb només dinou anys, va publicar la seva primera obra: un llibret de contes titulat: La dona dels ulls que parlen."
L'any següent, el 1930, va fer tot un seguit de reportatges de caràcter social a la revista Imatges. Col·laborà al setmanari La Rambla, amb una columna nomenada "Film & Soda", des de la qual comentava, sovint amb ironia, els canvis que protagonitzaven les dones.
Els seus articles sovint provocaven polèmica amb els diaris de caràcter més conservador. El periodisme i la literatura no la van apartar de la política ni del feminisme. Va participar en la campanya de recollida de signatures femenines a favor de l'Estatut i va promoure l'agrupament de les catalanes a favor del vot femení. Va ser presidenta del Front Únic Femení Esquerrista, a més de militant d'Esquerra Republicana.
El 2024, va passar a donar nom a la Biblioteca Vila de Gràcia.

## Obra
Un dels aspectes més moderns de la seva obra és la barreja de gèneres, i així, les seves columnes periodístiques es nodreixen d'elements narratius i d'efectes teatrals, mentre que en el seu teatre, per exemple, hi trobem temes que havia plantejat prèviament en els seus articles.
Durant els anys de la República va escriure Història d'una noia i vint braçalets (1934), Es rifa un home (1935) i l'any 1938 va estrenar la peça teatral Maria la Roja, que ella va qualificar de reportatge, ja que l'acció transcorria en una presó de dones a París. L'any 1957 va publicar la comèdia L'inconvenient de dir-se Martines. Als anys setanta va tornar al panorama literari després d'un temps d'absència amb La pau és un interval (1970) i Quaranta anys perduts (1971).
Amb el segle XXI es va redescobrir i es va publicar o reeditar la seva obra. L'any 2016 el Teatre Nacional de Catalunya va publicar la pràctica totalitat del seu teatre, una part del qual havia restat inèdita fins aleshores. El mateix any, Julià Guillamon edità el volum Un cor lleuger, que aplega la major part de narracions breus de l'autora. El 2017 es va publicar Prostitució.

### Novel·les i narrativa[11]
- Tres contes breus (Conservatori de Bones Lletres de Barcelona, 1928) - recull de contes.
- La dona dels ulls que parlaven i altres contes (Col·lecció Balagué, sèrie Fèmina, vol. 1, Barcelona: Editorial Lux, 1930) - recull de contes.
- Al marge (1931) - "nouvelle" (novel·la curta)
- Història d'una noia i vint braçalets (Barcelona: Llibreria Catalonia, 1934) - novel·la. L'any 2016, l'editorial Comanegra va editar-ne l'edició facsímil.
- Home i Dona (Volum 116, Barcelona: Quaderns Literaris, 1936) - novel·la.
- La pau és un interval (Barcelona: Editorial Pòrtic, 1970) - novel·la.
- Quaranta anys perduts (Biblioteca catalana de novel·la, vol. LXVII, Barcelona: Club Editor, 1971) - novel·la. L'editorial Comanegra va publicar-ne la reedició l'any 2016.
- Adéu si te'n vas, novel·la inèdita, escrita vers el 1934

### Obres de teatre
- Es rifa un home! Apunt satíric en un acte, obra publicada a La Escena Catalana No. 414, any XVIII, 2a època, Barcelona (estrenada el 7 de febrer de 1935 a la “Sala Empordanesa” de Barcelona).
- Amunt i crits (1936), estrenada el 18 de desembre de 1936 al Teatre Romea de Barcelona, per la Companyia Vila-Daví
- Les dones sàvies (1936), estrenada el 18 de desembre de 1936 al Teatre Romea de Barcelona, per la Companyia Vila-Daví
- Maria la Roja (estrenada el 4 de novembre de 1938 al Teatre Català de la Comèdia de Barcelona, per la Companyia del Teatre Català de la Comèdia -nom oficial del Poliorama-, sota la direcció de Pius Daví)
- L'inconvenient de dir-se Martines, dins Premi Joan Santamaria (Col·lecció Biblioteca Gresol No. 029), Barcelona: Nereida, 1957, p. 87-108 (Premi Joan Santamaria 1957).

Inèdites
- Per la pàtria, presentada l'any 1926 al Concurs d'Obres Teatrals de la revista La Dona Catalana.
- Flors de cim, presentada l'any 1926 al Concurs d'Obres Teatrals de la revista La Dona Catalana.
- L'amor i el dimoni S. en C. Farsa en 3 actes, el 2n dividit en 2 quadros, obra presentada al Premi Ignasi Iglésias el 1935 i conservada a la Biblioteca de l'Institut del Teatre de Barcelona.(Centre de Documentació i Museu de les Arts Escèniques)
- Estimat Mohamed: dos actes de comèdia, cada un dividit en dos quadres, amb Josep Maria Poblet. Biblioteca de Catalunya, manuscrit 6738, 1980.

### Contribucions a diferents mitjans
L'autora va contribuir amb poemes, contes, proses, comentaris, entrevistes i reportatges a diverses revistes i diaris catalans, com ara: 
- La Dona Catalana (1926-1929)
- Evolució (1931)
- Flames Noves (1927-1930)
- Imatges (1930)
- Joventut Catalana (1924-1925)
- La Nau (1929-1931)
- La Publicitat (1930-1931)
- La Rambla, a la secció "Film&Soda" (1930-1932), a altres apartats (1930-1936)
- L'Opinió, a la "Secció Femenina", després la "Pàgina Femenina" (1932-1933)

Per una llista dels articles que va escriure, vegeu Escriptores Republicanes: "Rosa M. Arquimbau, textos publicats a la premsa", a la pàgina Escriptores Republicanes (Traces UAB).

### Conferències
Rosa Maria Arquimbau també va fer conferències, entre les quals: 
- "Feminisme, religió i tàctica", a l'Ateneu Gracienc d'Acció Catalana, a Barcelona, el 20 de novembre de 1931,
- "Feminisme", al local del Grup Excursionista de Joventut Catalana, a Barcelona, el 16 de febrer de 1932.

### Publicacions pòstumes
- Cor lleuger i altres narracions de l'era del flirt (Comanegra, 2016). Aquest volum recull els millors relats que Rosa Maria Arquimbau va escriure durant els anys de la República: un recull de contes, tres novel·les curtes i una obra de teatre d'aquell període. L'edició a cura de Julià Guillamon.
- Quaranta anys perduts (Comanegra, 2016). La darrera novel·la que va escriure Arquimbau, publicada per primera vegada el 1971 a Club Editor i reeditada per Comanegra l'any 2016. Narra la història de Laura Vidal, la filla d'una portera que esdevé modista d'alta costura i vesteix les senyoretes de la Barcelona del franquisme. Arquimbau ofereix un retrat viu de quaranta anys d'història de Catalunya —des de la proclamació de la República, fins als anys setanta— i recrea un món que coneix de primera mà. L'edició a cura de Julià Guillamon.
- Prostitució (Comanegra, 2017). Assaig que s'havia mantingut inèdit, trobat als arxius de censura.
- Film & Soda (Comanegra, 2022.) Antologia dels articles de l'autora apareguts als diaris La Rambla, L'opinió i Imatges.

## Estudis sobre l'autora
- Guillamon, Julià. L'enigma Arquimbau. Sexe, feminisme i literatura a l'era del flirt (Comanegra, 2016). Una investigació al voltant de la vida i obra d'Arquimbau, acompanyada de 194 fotografies i il·lustracions.[12]
- Godayol, Pilar et al. Catalanes del XX. Vic: Eumo Editorial, 2006.
- Ivern i Salvà, Dolors et al. Les dones d'Esquerra. 1931-1939, Fundació Josep Irla (http://www.irla.cat/publicacions), 2007.
- Madrenas Tinoco, Dolors, Navas Sánchez-Élez, Maria Victoria, i Ribera Llopis, Juan M. “Dos escritoras del Novecientos: Matilde Ras y Rosa M. Arquimbau”. RLLCGV, Revista de Lenguas e Literaturas Catalana, Gallega y Vasca, No. XIII, 2007-2008, p. 111-129.
- Real i Mercadal, Neus. “El model de la «femme de lettres». Les noves imatges dels anys trenta: Carme Monturiol i Rosa Maria Arquimbau”, dins Panyella, R, ed., La projecció social de l'escriptor en la literatura catalana contemporània. Actes del Congrés internacional, Barcelona/Bellaterra, 26, 27 i 28 d'octubre de 2005, publicat el 2007.
- Real i Mercadal, Neus. Les novel·listes dels anys trenta: obra narrativa i recepció crítica. Barcelona: Publicacions de l'Abadia de Montserrat, 2006.
- Real i Mercadal, Neus i el GELCC (Grup d'Estudis de Literatura Catalana Contemporània), Escriptores republicanes (http://filcat.uab.cat/gelcc/escriptores/index.html).
- Real i Mercadal, Neus (2003). Tesi: Dona i literatura en els anys trenta: la narrativa de les escriptores catalanes fins a la guerra civil. Universitat Autònoma de Barcelona, (http://www.uab.cat/uabdivulga/cast/tesis/2004/rodoreda1004.htm).